# Чернуха (приток Урдомы)

Чернуха — река в России, протекает в Пошехонском и Тутаевском районах Ярославской области. Устье реки находится в 7,6 км по правому берегу реки Урдома. Длина реки составляет 21 км, площадь водосборного бассейна 137 км².

## Данные водного реестра
По данным государственного водного реестра России относится к Верхневолжскому бассейновому округу, водохозяйственный участок реки — Волга от Рыбинского гидроузла до города Кострома, без реки Кострома от истока до водомерного поста у деревни Исады, речной подбассейн реки — Волга ниже Рыбинского водохранилища до впадения Оки. Речной бассейн реки — (Верхняя) Волга до Куйбышевского водохранилища (без бассейна Оки).
По данным геоинформационной системы водохозяйственного районирования территории РФ, подготовленной Федеральным агентством водных ресурсов:
- Код водного объекта в государственном водном реестре — 08010300212110000010507
- Код по гидрологической изученности (ГИ) — 110001050
- Код бассейна — 08.01.03.002
- Номер тома по ГИ — 10
- Выпуск по ГИ — 0